# El fill fals
"El fill fals" (títol original en anglès "The Changeling") és el tercer episodi de la segona temporada de la sèrie de televisió de ciència-ficció estatunidenca Star Trek. Escrit per John Meredyth Lucas i dirigit per Marc Daniels, es va emetre per primera vegada el 29 de setembre de 1967.
La tripulació de l'USS Enterprise s'ocupa d'una sonda espacial que destrueix la vida originalment llançada des de la Terra. La trama conté semblances amb la posterior pel·lícula de 1979.

## Argument
La USS Enterprise investiga una trucada de socors del sistema estel·lar malurià. En arribar, el primer oficial Spock no informa cap lectura de vida de cap dels 4.000 milions d'habitants, malgrat les comunicacions recents normals. Els escuts de la nau s'activen sobtadament quan un objecte cilíndric d'un metre de llarg ataca amb un potent raig d'energia equivalent a 90 torpedes de fotons. El capità Kirk ordena que torni el foc, però l'energia de la seva arma simplement és absorbida per l'objecte. Després de diversos atacs entrants més, i a punt de la destrucció de la seva nau, Kirk saluda l'objecte. Després de diversos intents d'anada i tornada, l'objecte sol·licita una comunicació en persona amb el capità i es deixa transportar a bord del vaixell.
L'objecte s'identifica com a "Nòmada" i es refereix al capità Kirk com "el Creador". Spock informa que una sonda espacial Nòmada va ser llançada des de la Terra durant el començament del segle XXI; la seva missió era explorar la galàxia i buscar una nova vida, però s'havia informat que havia destruït un informe que Spock reconeix que podria haver estat equivocat. L'actual Nòmada ha confós Kirk amb el Dr. Jackson Roykirk, el científic que va crear i programar la sonda original. La nova missió de Nòmada és buscar i eliminar qualsevol "infestació biològica" que consideri imperfecta, inclosa tota la població del sistema estel·lar malurià. Nòmada afirma que el seu intent de destruir l' "Enterprise" no havia estat necessari des que "el Creador" era a bord.
Deixat a càrrec d'un membre de la tripulació, Nòmada s'escapa per investigar el so del cant de la tinent Uhura, que detecta per l'intercomunicador. En arribar al pont per fer preguntes, li demana a la Uhura que "pensi en la música" mentre li sondeja la ment, cosa que li esborra la memòria. Quan l'enginyer en cap Scott intenta intervenir, Nòmada el mata, al·legant autodefensa. En saber que Kirk no pot reparar en Scott, Nomad s'ofereix a restaurar-li a la vida. Nòmada cura en Scott, però no pot "reparar" la pèrdua de memòria d'Uhura; Nòmada és portat a una cel·la. Atès que el cervell d'Uhura no va ser danyat (només es van esborrar els seus records), el personal mèdic procedeix a reeducar-la (al final de l'episodi, Uhura gairebé torna a la normalitat).
Per descobrir més informació, Spock fa una fusió mental vulcaniana amb la màquina. Descobreix que Nòmada va xocar amb un meteor i va ser greument danyat. Després va vagar per l'espai, finalment va entrar en contacte i es va fusionar amb una poderosa sonda alienígena anomenada Tan Ru, dissenyada per obtenir i esterilitzar mostres de sòl d'altres planetes. Nòmada va integrar parcialment les directives de la missió agrícola de Tan Ru, interpretant-les com a "esterilitzar les imperfeccions". La fusió de les dues sondes va impregnar Nòmada amb els immensos poders de Tan Ru, suficients per destruir la vida a tot el sistema solar. Kirk compara la reencarnació de Nòmada amb la llegenda del nen canviat, en la qual un nen humà és canviat per un nen fada, de manera que el segon assumeix la identitat del primer.
Nomad s'escapa de la seva cel·la, matant dos guàrdies que intenten aturar-lo. La sonda fa el seu camí cap a la coberta d'enginyeria, on comença a fer ajustos als motors, accelerant la nau més enllà de la seva velocitat màxima normal de curvatura. Quan Kirk arriba, Nòmada li diu que l'eficiència del motor s'ha augmentat un 57%; Kirk li ordena que inverteixi els canvis ja que altres estructures de l' Enterprise no poden suportar la velocitat més ràpida. Nòmada accedeix.
Exasperat pel prejudici de Nòmada cap a les "unitats biològiques" imperfectes, Kirk assenyala que el seu propi "Creador" és una unitat biològica. Nòmada respon que s'ha de "reavaluar". Kirk ordena que la sonda torni a la cel·la i se'n va sota guàrdia de seguretat. Llavors Spock suggereix a Kirk que admetre a Nòmada que ell, "el Creador", sigui imperfecte probablement va ser un error. Spock també observa que com que Nòmada ha amenaçat amb tornar al seu "punt de llançament", la Terra i tots els seus habitants estan ara en risc d'esterilització.
En el camí cap a la cel·la, Nòmada mata els seus dos escortes de seguretat i es dirigeix a la infermeria. Després d'examinar els fitxers mèdics de Kirk i verificar les seves imperfeccions com a unitat biològica, la "reavaluació" de Nòmada s'ha completat. Passa a l'enginyeria, incapacita els membres de la tripulació i tanca els sistemes de suport vital de la nau, fent que l'Enterprise sigui habitable durant un temps més curt.
Kirk arriba i torna a enfrontar-se a la sonda, qüestionant-la sobre la seva missió. Quan Nòmada declara que la seva directiva per esterilitzar imperfeccions no permet excepcions, Kirk assenyala que Nòmada en si és imperfecte, ja que ha confós el capità Kirk amb el seu veritable creador Jackson Roykirk. Aleshores afirma que Nòmada ha comès dos errors més, en no descobrir el seu propi error i en no esterilitzar-se com a imperfecte. Nòmada comença a analitzar les implicacions de les afirmacions de Kirk, un procés que causa un estrès notable als seus sistemes. En Kirk i en Spock porten en Nòmada amb pressa al teletransportador i, amb una ordre final de Kirk per "exercir la vostra funció principal", l'envien a l'espai profund. Uns segons després del transport, es detecta una explosió a prop de l' Enterprise i Nòmada ja no hi és. L'episodi acaba amb una nota humorística, amb Kirk observant que està orgullós que el seu "fill" Nòmada, després d'haver curat el Sr. Scott, hagués estat un bon metge.

## Doblatge al català
L’episodi va ser doblada al català pels estudis Tecni-3 (primera part) i Diálogo (segona part) i emés a TV3 l’any 1989.
| Personatge                | Actor/actriu     | Veu en català                      |
| ------------------------- | ---------------- | ---------------------------------- |
| James T. Kirk             | William Shatner  | Jordi Boixaderas                   |
| Spock                     | Leonard Nimoy    | Isidre Sola i Llop                 |
| Leonard McCoy             | DeForest Kelley  | Eduard Lluís Muntada               |
| Montgomery Scott 'Scotty' | James Doohan     | Joan Carles Gustems Domènec Farell |
| Nyota Uhura               | Nichelle Nichols | Glòria Roig Azucena Díaz           |
| Hikaru Sulu               | George Takei     | Jaume Nadal Enric Cusí             |
| Pavel Chekov              | Walter Koenig    | Quim Roca Pep Madern               |
| Christine Chapel          | Majel Barrett    | Ana Maria Mauri Rosa Gavin         |
| El Nòmada                 | Vic Perrin       | Miquel Bonet                       |
| Singh                     | Blaisdel MaKee   | Eduard Elias                       |
| Tinent Leslie             | Eddie Paskey     | Enric Isasi-Isasmendi              |

## Producció
L'episodi és un dels pocs de la sèrie original que té lloc íntegrament a bord de l'Enterprise. Els altres inclouen "Charlie X", "Viatge a Babel", "Elaan de Troyius" i "No hi ha bellesa sense veritat!".
El director, Marc Daniels, apareix a la pantalla com la foto fixa del doctor Jackson Roykirk.

## Influència
L'episodi és potser més conegut per ser un predecessor de Star Trek: La pel·lícula de 1979, que també inclou una sonda terrestre que d'alguna manera es fusiona amb una poderosa entitat alienígena lluny de la Terra i causa problemes. com V'Ger. L'arc argumental d'imperfeccions i debilitats humanes que confonen un robot poderós però que funciona malament (també vist a l'episodi de Star Trek "El retorn dels Arcans", així com diverses peces de ficció pulp de ciència-ficció) es va convertir en un trop comú a la ciència-ficció, fins al punt de la paròdia en obres més còmiques com Futurama.
L'any 2001, els guionistes de l'episodi "Civilization" van utilitzar intencionadament els malurians com a antagonistes en referència a aquest episodi.

## Recepció
El 2013, Phelim O'Neill de The Guardian va fer una llista d'episodis favorits personals representatius de Star Trek per veure (no necessàriament els millors) que incloïa "El fill fals".
Una retrospectiva del 2015 de Keith R. A. DeCandido va trobar l'episodi decebedor per a la Sèrie Original, classificant-lo amb un 4/10. Va pensar que el concepte era decent, però DeCandido va considerar que el to no era adequat. En l'episodi succeeixen diversos esdeveniments extrems: milers de milions de malurians moren fora de la pantalla, Scotty és assassinat per NOMAD i després ressuscita, Uhura té els seus records esborrats i quatre agents de seguretat són assassinats. No obstant això, els personatges no semblen lluitar amb això: la tripulació fa les seves bromes normals i es mostra estranyament blasonada per la situació, i l'episodi tanca amb una broma de Kirk. També no li va agradar l'episodi deixant sense explicar com es va restaurar Uhura.
El 2016 la revista Time va nomenar NOMAD el vuitè millor dolent de la franquícia. El mateix any, CNET inclòs NOMAD com una de les 26 potents naus espacials de la franquícia Star Trek. També el 2016, SyFy va assenyalar l'actuació de Nichelle Nichols com a Uhura, escrivint que aquest episodi incloïa la seva novena millor escena a Star Trek.
El 2024 Hollywood.com va classificar El fill fals al número 33 dels 79 episodis de la sèrie original.